# 奥拉河畔诺伊施塔特附近劳斯尼茨
奥拉河畔诺伊施塔特附近劳斯尼茨（德語：Lausnitz bei Neustadt an der Orla）是德国图林根州的一个市镇。总面积8.50平方公里，总人口338人，其中男性169人，女性169人（2011年12月31日），人口密度40人/平方公里。